# Felise Vahai Sosaia
Felise Vahai Sosaia (30 de julio de 1999) es una deportista francés que compite en atletismo. Ganó una medalla de bronce en los Juegos Mediterráneos de 2022, en la prueba de jabalina.